# Cartago de Lismore
San Mo Chutu mac Fínaill (muerto el 14 de mayo de 639), también conocido como Cartago o Cartago el Joven, fue abad de Rahan, Condado de Offaly y, posteriormente, fundador y primer abad de Lismore (en irlandés, Les Mór Mo Chutu), Condado de Waterford. La Vida del santo se ha conservado en varias recensiones irlandesas y latinas, las cuales parecen derivar de un original en latín escrito en el siglo XI o XII.
A través de su padre, Fínall Fíngein, Mo Chutu pertenecía a los Ciarraige Luachra, mientras su madre, Finmed, era de los Corcu Duibne. Notas añadidas al Félire Óengusso (el Martirologio de Óengus) reclaman que su mentor fue Carthach mac Fianáin, conocido como Cartago el Viejo, cuyo periodo de actividad puede ser asignado a finales del siglo VI.
Mo Chutu empezó su carrera eclesiástica como abad de Rahan, un monasterio ubicado en el territorio sur de los Uí Néill. Compuso una regla para sus monjes, un poema métrico en gaélico irlandés de 580 líneas, dividido en nueve secciones separadas, una notable reliquia literaria de la Iglesia irlandesa temprana.
Según los Anales de Úlster, fue expulsado del monasterio durante la Pascua del año 637. El incidente ha sido conectado con la "controversia de la Pascua", en que las iglesias irlandesas estuvieron implicadas durante el siglo VII. A través de su formación en Munster, Mo Chutu pudo haber sido un seguidor del sistema romano de cálculo, lo que le habría llevado a un conflicto con los seguidores del cálculo 'celta' de Leinster.

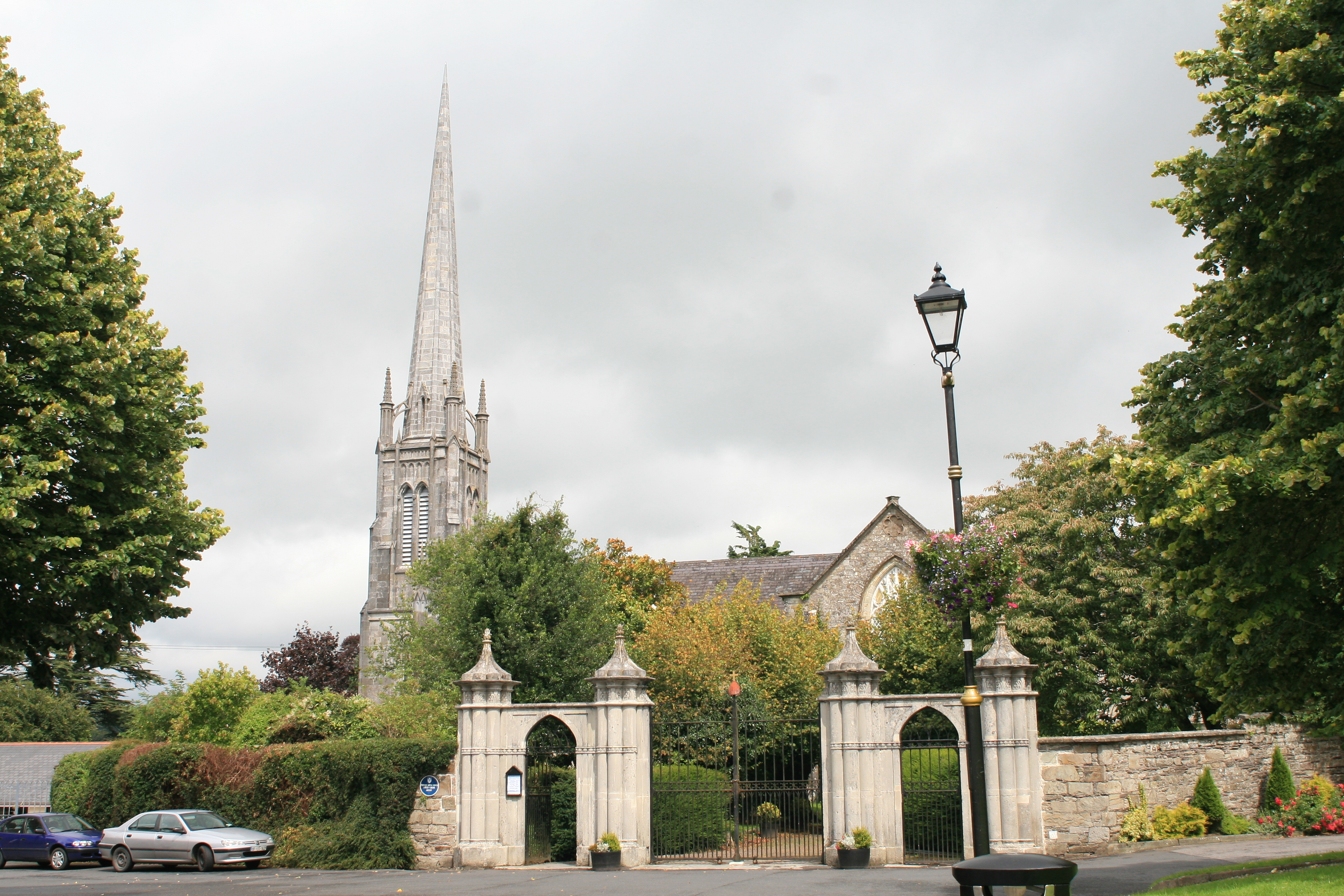
Catedral de San Cartago, Lismore

Tras su expulsión, Mo Chutu viajó a Déisi, donde fundó el gran monasterio de Lismore (en el moderno Condado de Waterford). Las Vidas latinas e irlandesas se centran muy poco en la caída en  desgracia de Mo Chutu y se enfocan en cambio en la resistencia del santo a los opresivos gobernantes Uí Néill y su alegre recepción entre los Déisi. Ha sido retratado bajo un prisma heroico en Indarba Mo Chutu un r-Raithin (La expulsión de Mo Chutu de Rahan).
Su fundación en Lismore floreció después de su muerte, eclipsando la reputación de la iglesia anterior del santo. Fue capaz de resistir las depredaciones vikingas que asolaron el área en el siglo IX y se beneficiaron de la generosidad de los reyes de Munster, especialmente los Mac Carthaig de Desmond. En el siglo XII, San Déclán fundó Ardmore aspirando al estado de sede episcopal para la nueva diócesis, pero el privilegio fue para Lismore.
Su día en los martirologios irlandeses es el 14 de mayo, así como en el Gran Sinasario de la Iglesia ortodoxa. En el calendario actual de la Iglesia católica de Irlanda, el día 14 de mayo es la fiesta de San Matías, conmemorándose San Cartago el 15 de mayo.